# Yeah Yeah Records
Yeah Yeah Records is een onafhankelijk Amerikaans platenlabel dat zich richt op avant garde-jazz. Het werd in 2002 opgericht door de musici Yoon Sun Choi en Jacob Sacks en is gevestigd in New York. Artiesten wier platen op het label uitkwamen zijn onder meer Tom Aldrich, Michael Bates, Yoon Sun Choi, Jeff Davis, Brian Drye, Tony Malaby, Mat Maneri, Mike McGinnis, Sean Moran, Paul Motian, Eivind Opsvik, Jacob Sacks en Dan Weiss.